# William Henry Squire
William Henry Squire (Ross-on-Wye, Herefordshire, Anglaterra, Regne Unit, 8 d'agost de 1871 – Londres, 17 de març de 1963), fou un compositor i violoncel·lista anglès. És considerat el violoncel·lista britànic més destacat entre el final de la dècada del 1890 fins a finals del 1920.

## Biografia
El 1883 guanyà una plaça pensionada en el Royal College of Music de Londres on hi va estudiar violoncel amb Edward Howell (ocasionalment va rebre classes del mestre Carlo Alfredo Piatti) i a partir del 1887 durant els darrers dos anys, va estudiar composició amb Hubert Parry. El febrer de 1891 va fer el seu debut en el Saint James Hall en un concert dirigit per Albéniz, restant consagrat com a gran concertista. Fou primer solista (principal cellist) des de 1895 de l'orquestra del Covent Garden (la Royal Opera House Orchestra), la Queen's Hall Orchestra i la London Symphony Orchestra. El 1898, després de la mort de Howell, va ser professor de violoncel al Royal College of Music fins al 1919, i també va ser professor de violoncel a la Guildhall School of Music fins al 1917.
La seva obra de compositor comprèn: un Concert per a violoncel i orquestra, nombroses melodies per a piano i cant i dues operetes. Va escriure nombroses peces de petit format per a violoncel i piano com ara:
- Romance, Op. 5 n.1 (1890)
- Gavotte humoristique, Op. 6 (1890)
- Scène de Bal, Op. 8 (1890)
- Sérénade, Op. 15 (1892)
- Petits Morceaux Op. 16 (Triste n.1, Joyeuse n.2, Le Plaisir n.13, Le Bonheur n.4, L'Innocence n.5)
- Minuet, Op. 19 n.3 (1893)
- Mazurka, Op. 19 n. 4 (1893)
- Gondoliera Op. 20 n.2 (1895)
- Danse rustique Op. 20 n.5 (1895)
- Chansonnette, Op. 22 (1896)
- Tarantella, Op. 23 (1896), dedicada a J. D. Harris Esq. Bath
- Tzig-Tzig (Danse magyare) (1898)
- Bourrée, Op. 24 (1902)
- Humoresque, Op. 26 (1902)
- Canzonetta (1903)
- Danse orientale (1903)
- Élegie (1903)
- Madrigal (1903)
- Harlequinade (1903)
- Prière (1904)

Per a violoncel també va escriure Twelve easy exercises (in progressive keys for the Cello) Op. 18, un recull de 12 estudis per a violoncel.